# کارین دریر
کارین الیزابت دریِر اندرشون (سوئدی: Karin Elisabeth Dreijer Andersson؛ زادهٔ ۷ آوریل ۱۹۷۵) خواننده و موسیقی‌دان اهل سوئد است. او از سال ۱۹۹۴ میلادی مشغول فعالیت بوده و به‌همراه برادرش گروه موسیقی الکترونیک دونفرهٔ نایف را تشکیل دادند. پیش از آن نیز گیتارنواز و خوانندهٔ گروه «هانی ایز کول» بود. او سال ۲۰۰۹ نخستین آلبوم شخصی‌اش را با نام «اشعهٔ تب» (Fever Ray) منتشر کرد که مورد تحسین عمومی قرار گرفت.
سبک آوازی اندرشون به خاطر تُن صدای عمیق، جیغ‌وار و چندلایه‌اش شناخته شده است، و بهره‌گیری‌اش از فناوری‌های تغییر صدا که معمولاً با آرایش و پوشش غریبِ او همراه است، به تقویت وجه رازآلود ترانه‌ها و اجراهایش کمک کرده است.